# Karol Adamiecki
Karol Adamiecki (Dąbrowa Górnicza, 18 mars 1866 – 16 mai 1933, Varsovie, Pologne) est un économiste, ingénieur et chercheur en gestion polonais.
Il fut le premier, en 1896, à établir un diagramme permettant de visualiser dans le temps les diverses tâches liées à un projet : l'Harmonogram Adamieckiego. Il l'a décrit en 1931, mais la langue de publication n'a pas permis la reconnaissance internationale de son idée. C'est pour cette raison que l'outil est mieux connu sous le nom de diagramme de Gantt, du nom de l'ingénieur américain Henry L. Gantt, qui a publié la description du diagramme en 1910.